# Škriljevec
Škriljevec – wieś w Chorwacji, w żupanii varażdińskiej, w mieście Ivanec. W 2011 roku liczyła 247 mieszkańców.